# پولوی
پولوی (به لاتین: Poluy) یک رود در روسیه است که در ناحیه خودگردان یامالو-ننتس واقع شده‌است.